# إياد شلبي
إياد شلبي (ولد في تاريخ 16 يوليو 1987)  هو سباح فلسطيني في الألعاب البارالمبية. إياد هو   فلسطيني (من عرب 48) وإسرائيلي الجنسية. مثل إياد دولة  إسرائيل في  الألعاب البارالمبية الصيفية 2020 ، وقد  فاز بميداليتين ذهبيتين في السباحة؛ في سباق الظهر 50 متر S1 وسباق الظهر 100 مترS1. ولد إياد شلبي لعائلة مسلمة في مدينة شفاعمرو ، ويعتبر أول مواطن عربي-إسرائيلي حائز على ميدالية من الألعاب البارالمبية أو الأولمبية.

## السيرة الذاتية
إياد شلبي، أصمّ أبكم بالولادة ومصاب في الشلل  في أطرافه السفلى نتيجة تعرضه لحادث في الثالثة عشر من عمره. 
يتدرّب  في حيفا في مركز إعادة التأهيل بتوجيه من مدرب الفريق ياكوف بيلنسون ايلان وأبوه يوسف يرافقه بإخلاص.
يتنافس شلبي في فئة الإعاقة S1 - وهي الأصعب، بل وتنافس بنجاح ضد السباحين بفئة الإعاقة الخفيفة الخاصة به.

### عام 2008
في أولمبياد بكين للمعاقين (2008)، احتل شيلبي المركز الرابع مرتين، في السباحة الحرة لمسافة 50 مترًا بنتيجة 1: 10.51 دقيقة، في سباحة الظهر لمسافة 50 مترًا بنتيجة 1:10.88دقيقة، وفي المركز السادس في سباق 200 متر حرة بنتيجة 5:34.47 دقيقة وفي المركز الثامن في سباق 100 متر حرة بنتيجة 2:37.66 دقيقة .

#### عام 2012
في دورة الألعاب البارالمبية في لندن (2012) ، احتل شلبي المركز الرابع في سباق 200 متر حرة بزمن قدره 4:58.54 دقيقة، وهو أبطأ بجزء من المائة من الميدالية البرونزية التي فاز بها إيتسيك من ميستي لوف. بالإضافة إلى ذلك، احتل المركز الخامس في سباق 50 متر سباحة حرة مرتين بنتيجة 1:07.07 دقيقة، وفي سباق 100 متر حرة بزمن 2:24.73  دقيقة، وفي المركز السادس في سباحة الظهر 50 مترًا بنتيجة 1:08.97 دقيقة.

##### عام 2016
احتل المركز الثامن في سباق التتابع (2016) في دورة الألعاب البارالمبية في ريو دي جانيرو لسباق 200 متر سباحة حرة بزمن قدره 5:38.22 دقيقة. بالإضافة إلى ذلك، احتل المركز الحادي عشر في سباق 50 متر ظهر رجال بنتيجة 1:16.97 دقيقة، وتم إقصاؤه في 100 متر ظهر.

###### عام 2018
الرقم القياسي العالمي
في البطولات الأوروبية التي أقيمت في دبلن، أيرلندا في 16 أغسطس 2018، تنافس شلبي في فئة الإعاقة S3، وهي أخف من إعاقته (S1)، وفاز بالميدالية البرونزية في سباق 150 مترًا فرديًا متنوعًا ، في رقم قياسي عالمي جديد  لإعاقته، 5:03.28 دقيقة. [1] [2]